# Universo Mixmaster
O Universo Mixmaster (em homenagem a Sunbeam Mixmaster, uma marca de misturador elétrico de cozinha Sunbeam Products )  é uma solução para as equações de campo da relatividade geral de Einstein estudadas por Charles Misner em um esforço para compreender melhor a dinâmica do universo primitivo.  Ele esperava resolver o problema do horizonte de uma forma natural, mostrando que o universo primitivo passou por uma época oscilatória e caótica .

## Discussão
O modelo é semelhante ao universo fechado de Friedmann-Lemaître-Robertson-Walker, em que as fatias espaciais são curvadas positivamente e são topologicamente três esferas . {\displaystyle S^{3}} . No entanto, no universo FRW, o {\displaystyle S^{3}} só pode expandir ou contrair: o único parâmetro dinâmico é o tamanho geral do {\displaystyle S^{3}}, parametrizado pelo fator de escala {\displaystyle a(t)} . No universo Mixmaster, o {\displaystyle S^{3}} pode expandir ou contrair, mas também distorcer anisotropicamente. Sua evolução é descrita por um fator de escala {\displaystyle a(t)} bem como por dois parâmetros de forma {\displaystyle \beta _{\pm }(t)} . Os valores dos parâmetros de forma descrevem distorções do {\displaystyle S^{3}} que preservam seu volume e também mantêm uma curvatura escalar de Ricci constante. Portanto, como os três parâmetros {\displaystyle a,\beta _{\pm }} assumir valores diferentes, a homogeneidade, mas não a isotropia, é preservada.
O modelo possui uma estrutura dinâmica rica. Misner mostrou que os parâmetros de forma {\displaystyle \beta _{\pm }(t)} agem como as coordenadas de uma massa pontual movendo-se em um potencial triangular com paredes que sobem acentuadamente com atrito. Ao estudar o movimento deste ponto, Misner mostrou que o universo físico se expandiria em algumas direções e se contrairia em outras, com as direções de expansão e contração mudando repetidamente. Como o potencial é aproximadamente triangular, Misner sugeriu que a evolução é caótica.

## Aplicações à cosmologia
Misner esperava que o caos se agitasse e suavizasse o universo primitivo. Além disso, durante os períodos em que uma direção permaneceu estática (por exemplo, passando da expansão para a contração), formalmente o horizonte de Hubble {\displaystyle H^{-1}} nessa direção é infinito, o que ele sugeriu significar que o problema do horizonte poderia ser resolvido. Como as direções de expansão e contração variavam, presumivelmente, com tempo suficiente, o problema do horizonte seria resolvido em todas as direções.
Embora seja um exemplo interessante de caos gravitacional, é amplamente reconhecido que os problemas cosmológicos que o universo Mixmaster tenta resolver são resolvidos de forma mais elegante pela inflação cósmica . A métrica estudada por Misner também é conhecida como métrica Bianchi tipo IX.